# Eriococcus stellatus
Eriococcus stellatus är en insektsart som beskrevs av Mcdaniel 1963. Eriococcus stellatus ingår i släktet Eriococcus och familjen filtsköldlöss. Inga underarter finns listade i Catalogue of Life.